# コンキアト・タウォン
コンキアト・タウォン（タイ語: ก้องเกียรติ ทาวงค์、英語: Kongkiet Tawong、本名 コンキアト・タウォン、1988年9月23日 - ）は、 タイの男性歌手・アカデミーファンテーシア９の競技者。独身。